# Elthusa sacciger
Elthusa sacciger är en kräftdjursart som först beskrevs av Richardson 1909.  Elthusa sacciger ingår i släktet Elthusa och familjen Cymothoidae. Inga underarter finns listade i Catalogue of Life.